# Франсіско Лінарес Алькантара
Франсіско де Паула Лінарес Алькантара (ісп. Francisco Linares Alcántara; 13 квітня 1825 — 30 листопада 1878) — політичний і військовий діяч, президент Венесуели у 1877—1878 роках та член Ліберальної партії країни.